# Datas
Datas est une municipalité brésilienne de l'État du Minas Gerais et la microrégion de Diamantina. Elle est sous un climat tempéré subhumide. Fondée par des prospecteurs à la recherche d'or et de diamants, elle prend le nom de Datas dei Rei, « Don du Roi », par concession de l'empereur du Brésil appelé « roi » dans l'usage local. Elle se dote d'une église consacrée le 26 août 1870 sous le patronage du Saint Esprit. Elle obtient le statut de vila en 1891 sous le nom d'Espírito Santo das Datas. En 1923, sous le nom de Datas tout court, elle devient un district de la municipalité de Diamantina. Elle est érigée en municipalité le 30 décembre 1962. Ses limites actuelles ont été fixées en 2007.

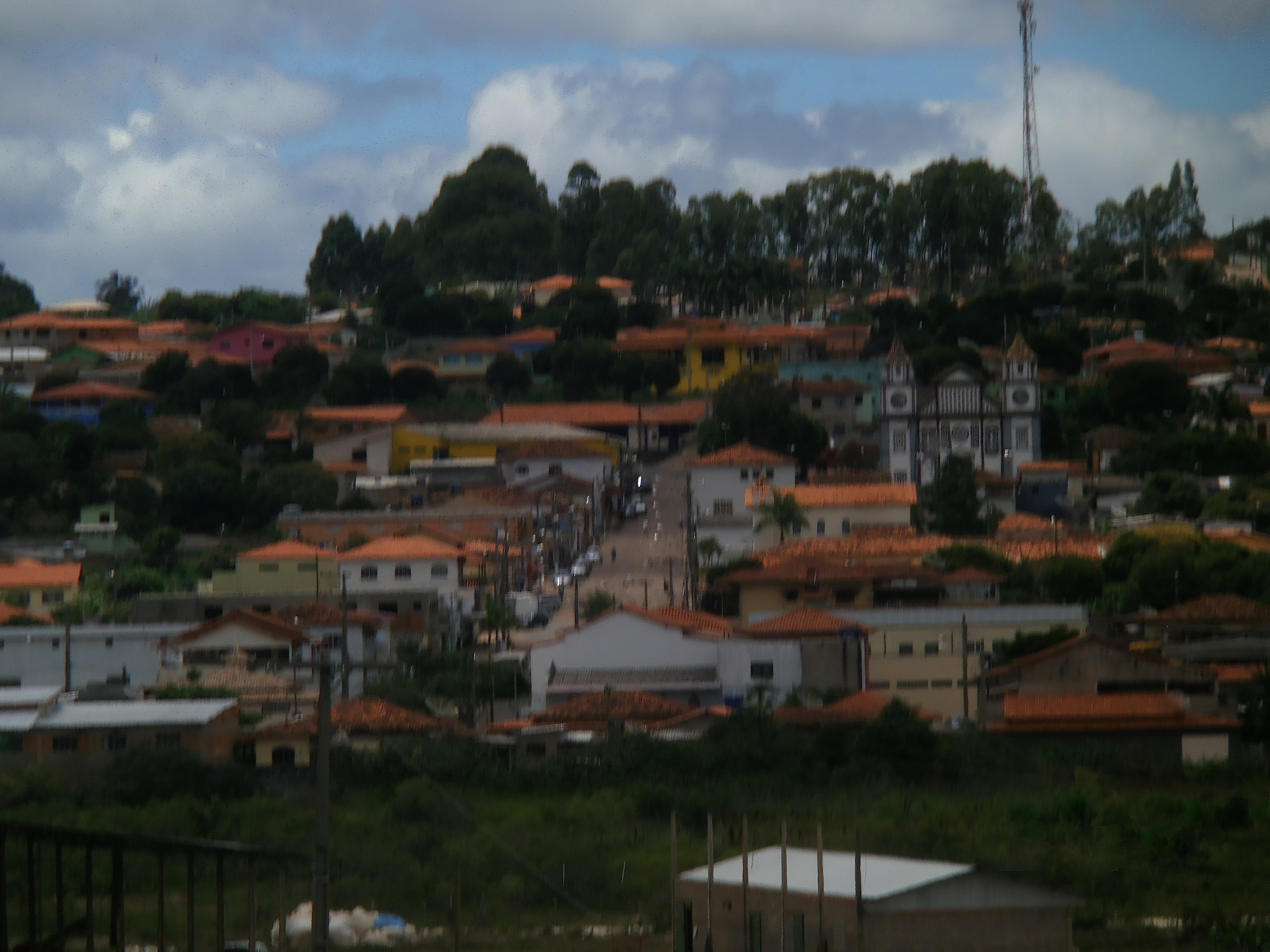
Vue panoramique de l'agglomération en janvier 2014.